# Renaissancetheater (Wien)

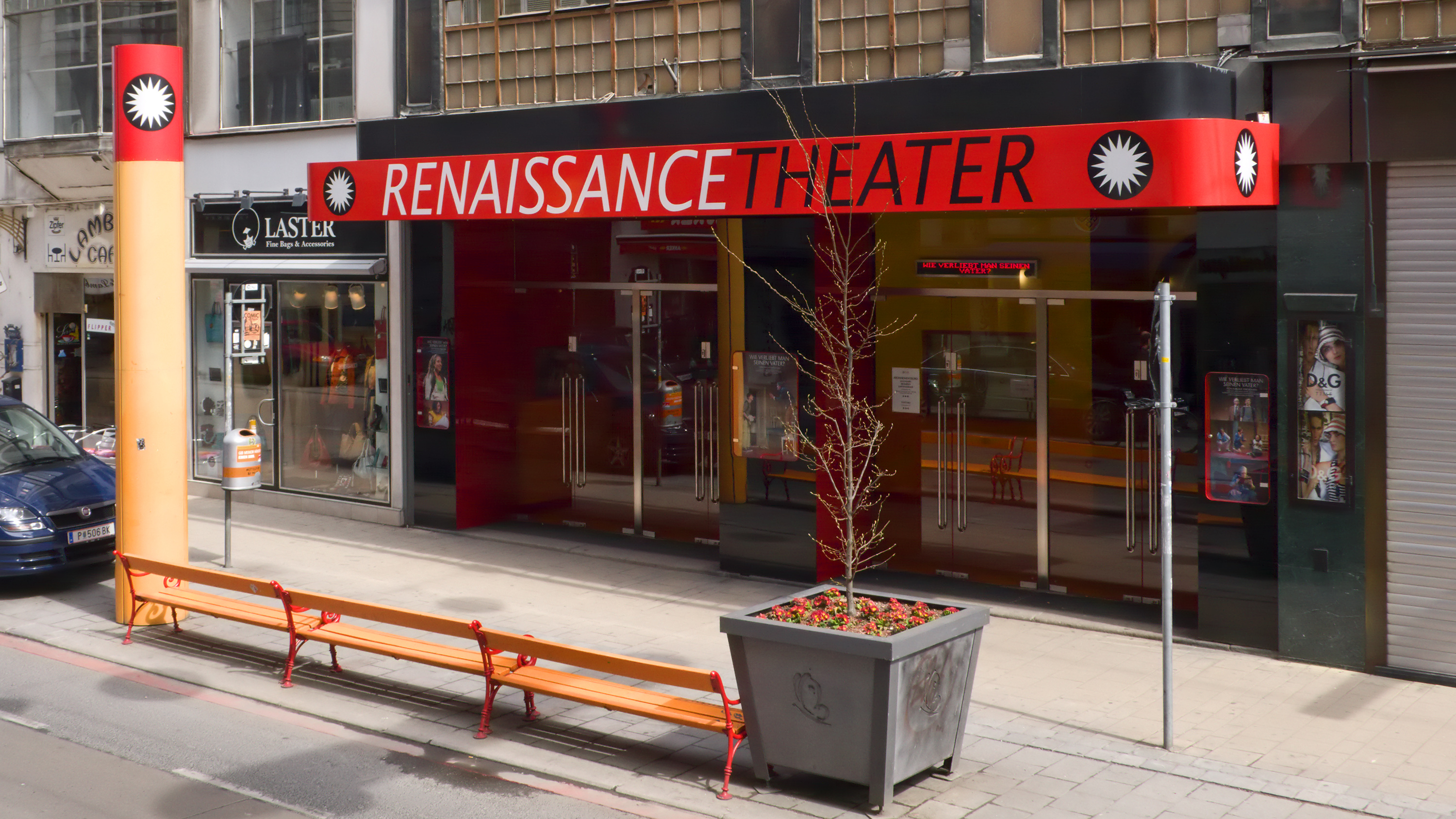
Das Renaissancetheater in der Neubaugasse

Das Renaissancetheater ist ein Wiener Theater in der Neubaugasse im 7. Bezirk und dient derzeit als einer der Spielorte für das Theater der Jugend. Der Theatersaal, für dessen Einbau wohl die Brüder Eduard und Emanuel Schweinburg verantwortlich waren, befindet sich in einem Mietwohnhaus und umfasst 667 (ursprünglich 844) Sitzplätze. Da es sich um kein eigenständiges Theatergebäude handelt, wird es oft auch Renaissancebühne genannt.

## Geschichte

### Volksbühne 1912–1916
Der neu fertiggestellte Theatersaal wurde seit Ende 1912 durch den Verein Wiener Freie Volksbühne genutzt. Dieser bot für seine 25.000 Mitglieder Theatervorstellungen zu sozial verträglichen Eintrittspreisen. 
Am 12. Dezember fand die erste Aufführung mit Nestroys Kampl statt.
Danach folgten unter anderem Hanns Sassmanns Das blaue Aug’, Else Feldmanns Der Schrei, den niemand hört, Georg Hirschfelds Die Mütter und Romain Rollands Die Wölfe.
Angestrebt wurde ein künstlerisch und literarisch anspruchsvolles Programm.
Seit Herbst 1916 spielte das Ensemble der Freien Volksbühne unter Arthur Rundt im ehemaligen Colosseum in der Nussdorfer Straße 4–6.
Das Theater in der Neubaugasse, weiterhin als Volksbühne bezeichnet,  benutzten bis 1918 andere Gruppen.

### Wiener Freie Bühne 1920–1932
Ab 1920 nutzte der neugegründete Verein Wiener Freie Bühne das Theater, das nunmehr in Renaissancebühne umbenannt wurde. Zu dieser Zeit traten u. a. Alfred Neugebauer, Hans Moser oder Gisela Werbezirk dort auf.
Am 12. Dezember 1923 spielte Ida Roland an der Renaissancebühne die Titelrolle in der Uraufführung von Hans Kaltnekers Mysterium „Die Schwester“ die lesbische Ruth.
Von 1925 bis 1931 leitete Josef Jarno das Theater und engagierte Publikumslieblinge wie seine Frau Hansi Niese, Maria Eis, Lucie Englisch oder Willy Trenk-Trebitsch.
Ab 1932 blieb das Theater, von vereinzelten Veranstaltungen abgesehen, geschlossen.

### Renaissancetheater 1938–1970
Die Spielzeit 1938 wurde von Felix Lapernikus-Gerald geleitet, zur Aufführung gelangten auch Operetten, wie etwa 1943 Odo Nowosad-Nissens Der Himmel auf Erden oder Nico Dostals Eva im Abendkleid. und Verliebtes Dreieck (1944, Regie: Hans Olden).
Im Sommer 1946 führte Alexander Kowalewski die Operette Der gütige Antonius von Jara Beneš mit großem Erfolg auf. 1947 war Fritz Habeck Dramaturg und stellvertretender Direktor der Renaissancebühne. 1947 inszenierte Franz Pfaudler Nikolai Gogols „Der Revisor“ mit Wolf Albach-Retty und Hans Olden (Bühnenbild: Gustav Manker). 1948 pachtete Leon Epp die Bühne als zusätzliche Spielstätte für Unterhaltungstheater. In diesem Jahr wurde dem aus dem Exil zurückgekehrten Oskar Karlweis ein euphorischer Empfang bereitet.
Die erwarteten Einnahmen blieben aber aus und Epp musste überschuldet das Theater bereits 1949 an Paul Löwinger abgeben, der es zur Spielstätte der Löwinger-Bühne machte. Daneben fanden auf der Bühne auch Gastspiele statt, so 1950 von Ludwig Stössel oder 1957 von Harry James.

### Theater der Jugend seit 1970
Ab Herbst 1957 wurde der Theaterraum abwechselnd auch vom Theater der Jugend benutzt.
Seit 1970 wird das Renaissancetheater allein vom Theater der Jugend geführt. Die technische Ausstattung ist für Kinder- und Jugendtheater einzigartig und ist sowohl für Sprechtheater als auch Musikproduktionen geeignet.